# Nsang
Nsang és un municipi de Guinea Equatorial, de la província de Kié-Ntem a la Regió Continental. El 2015 tenia 4.677 habitants.